# Lijst van badplaatsen in de Verenigde Staten
Hieronder staat een alfabetisch gerangschikte lijst met badplaatsen in de Verenigde Staten.

## A
- Atlantic City (New Jersey)

## B
- Belmar (New Jersey)
- Bethany Beach (Delaware)

## C
- Cape May (New Jersey)
- Carlsbad (Californië)
- Clearwater (Florida)
- Coney Island (New York)
- Coronado (Californië)

## D
- Dana Point (Californië)
- Daytona Beach (Florida)
- Del Mar (Californië)

## E
- Encinitas (Californië)

## F
- Fire Island (New York)
- Flamenco Beach (Puerto Rico)
- Fort Lauderdale (Florida)

## G
- Galveston (Texas)

## H
- Hamptons (New York)
- Hawaï (Hawaï)
- Hilton Head Island (South Carolina)
- Honolulu en Oahu (Hawaï)
- Huntington Beach (Californië)

## I
- Imperial Beach (Californië)

## K
- Key West (Florida)

## L
- La Jolla (Californië)
- Laguna Beach (Californië)

## M
- Malibu (Californië)
- Marco Island (Florida)
- Martha's Vineyard (Massachusetts)
- Maui (Hawaï)
- Miami Beach (Florida)
- Montecito (Californië)
- Myrtle Beach (South Carolina)

## N
- Nags Head (North Carolina)
- Nantucket (Massachusetts)
- Newport (Rhode Island)
- Newport Beach (Californië)

## O
- Ocean City (Maryland)
- Ocean City (New Jersey)
- Oceanside (Californië)

## P
- Palm Beach (Florida)
- Panama City (Florida)
- Pebble Beach (Californië)
- Pensacola Beach (Florida)
- Provincetown en Cape Cod (Massachusetts)

## R
- Rehoboth Beach (Delaware)

## S
- San Diego (Californië)
- Santa Monica (Californië)
- Santa Rosa County (Florida)
- Seaside Heights (New Jersey)
- Siesta Key (Florida)
- South Padre Island (Texas)
- St. Augustine (Florida)
- St. Petersburg (Florida)

## T
- Tampa (Florida)

## V
- Venice Beach (Californië)
- Virginia Beach (Virginia)

## W
- Wildwood (New Jersey)

Australië ·
België ·
Brazilië ·
Egypte ·
Frankrijk ·
Israël ·
Mexico ·
Nederland ·
Portugal ·
Spanje ·
Turkije .
Verenigde Staten